# Carmencita
Pour le film du même nom, voir Carmencita.
Carmencita est une danseuse espagnole (née Carmen Dauset Moreno en 1868 à Almería, et décédée en 1910) connue dans le milieu du music-hall et du café-concert au début du XXe siècle. Elle a aussi acquis une notoriété dans l'histoire du cinéma, pour son apparition dans le film réalisé en 1894 par William Kennedy Laurie Dickson, pour le compte de Thomas Edison : Carmencita.  Son portrait a été fait par John Singer Sargent, William Merrit Chase et James Beckworth.

## Au music-hall et au café-concert
Née à Alméria en Andalousie, Carmencita prend des leçons de danse à Malaga, à 200 km plus à l'ouest et apparaît pour la première fois au théâtre Cervantes de Malaga en 1880,.  En 1882, elle fait une tournée à Paris et au Portugal. Elle retourne à Paris et se produit  en 1887 au Nouveau Cirque, en 1888 au Concert de l'Horloge,, puis  durant l'Exposition universelle de Paris de 1889 ;  en 1889 elle revient au Nouveau Cirque, où l'agent Bolossy Kiralfy (en) la remarque et l'engage pour venir aux États-Unis. Elle débute à New-York le 17 Août, 1889 au ballet de l'Antiope. Son association avec Kiralfy s'arrête au début de 1890 et elle commence à être connue quand John Koster et Albert Bial l'engagent dans leur salle de concert de la 23e rue, le 10 février 1890. C'est vers cette année que John Singer Sargent réalise La Carmencita, son portrait en pied.
Durant les années qui suivent, Carmencita tourne dans les principales villes des États-Unis.  Elle apparaît au music-hall de Koster et Bial en novembre et au début de décembre 1894 avant de vendre ses biens et de retourner en Europe.   On la voit au Palace Theatre de Londres en février 1895 et régulièrement  à Paris,  au Théâtre des Nouveautés, à l'Olympia, à l'Alcazar d'été et aux  Ambassadeurs.

## Au cinéma
L'historien américain Charles Musser écrit, dans son histoire du cinéma premier aux États-Unis, que Carmencita est la première femme à apparaître devant une caméra de cinéma, le Kinématographe, mise au point par l'équipe d'Edison, ce qui fait d'elle historiquement la première actrice de cinéma.
Pour le film Carmencita, son numéro dansé est enregistré dans le premier studio de cinéma de l'histoire, le Black Maria, situé à West Orange, dans le New Jersey. Carmencita se produisait au Koster & Bial's à New York depuis février 1890.
La projection du film suscite des protestations véhémentes de la part des puritains, au motif que les tourbillonnements de la danse soulèvent par moments la robe et les jupons, « à une époque où l’on s’évanouit de voir une cheville de femme. »